# Rondibilis similis
Rondibilis similis là một loài bọ cánh cứng trong họ Cerambycidae.